# Salten-Šlernska
Salten-Šlernska (italijansko Salto-Sciliar, nemško Salten-Schlern, ladinsko Salten-Scilier) je upravna skupnost v osrednji Južni Tirolski. Upravno središče upravne skupnosti Salten-Šlernska je Bocen. Cone upravne skupnosti so Salten (Ritten in Jenesien) in Šlern (Gardenska dolina in Kardaun). Salten-Šlernska je upravno razdeljena na 13 občin. Prebivalci večinoma govorijo nemško (77 %), ladinščino (19 %), in italijansko (4 %). Pusterska dolina Leta 2004 je bilo 46.090 prebivalcev, od tega je 3,0 % tujcev. Površina upravne skupnosti je 1.037 km².

## Mestne in tržne občine upravne skupnosti
- Urtijëi (nem. St. Ulrich, ita. Ortisei), 4.604 prebivalcev (2004) -tržna občina-